# Calle de Abylix
La calle de Abylix es una vía pública de la ciudad española de Sagunto.

## Descripción
La vía discurre desde la calle de Anjou hasta la de Andriani. Recuerda con el título a Abilyx, natural de la ciudad. Aparece descrita en el Nomenclator de las calles, plazas y puertas antiguas y modernas de la ciudad de Sagunto (1901) de Antonio Chabret y Fraga con las siguientes palabras:

Abylix (calle de). Empieza en la de Andriani y termina en la de Anjou. Esta denominación es moderna y se hizo la variación para perpetuar el nombre del español, que al servicio de Cártago en la segunda guerra púnica, salvó, gracias á su ingenio y fidelidad, los rehenes hispanos que bajo la custodia de los cartagineses estaban retenidos en la fortaleza de Sagunto y entregándolos á los romanos para que los restituyeran á sus hogares, se valieron para esta honrosísima comisión del mismo Abylix.
(Chabret y Fraga, 1901, p. 18)